# Brug (bouwwerk)

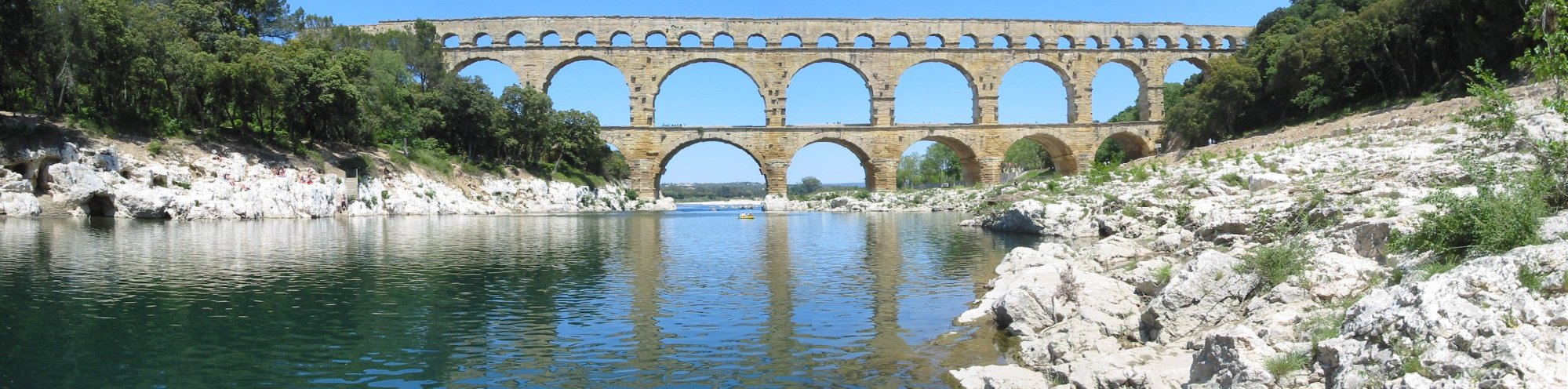
De Pont du Gard, een Romeins aquaduct, werd na de Romeinse periode als brug over de Gardon gebruikt, en bleef zo bewaard.

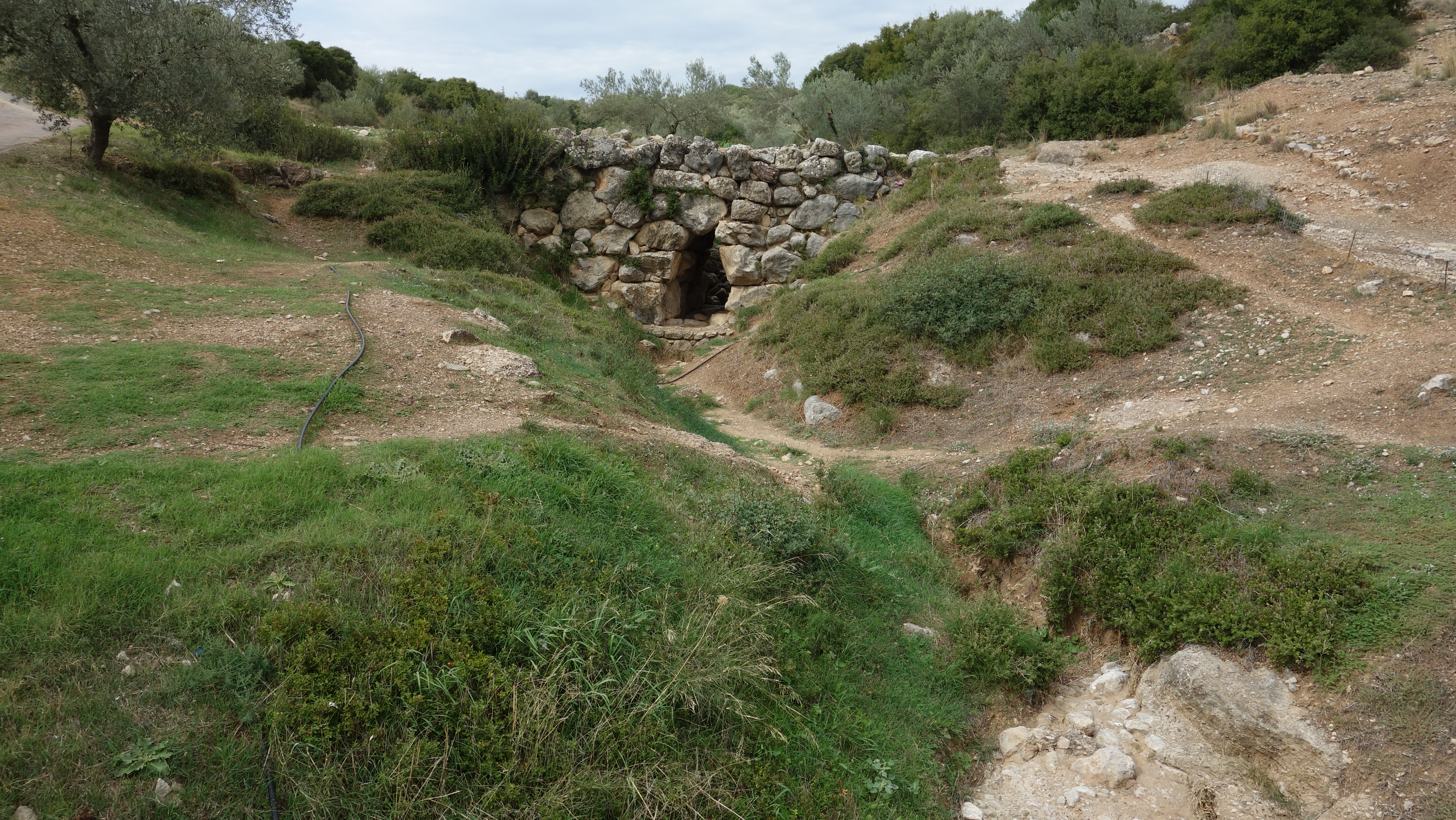
Stenen boogbrug op de Myceense route (Arkadiko, 12e eeuw voor Christus).

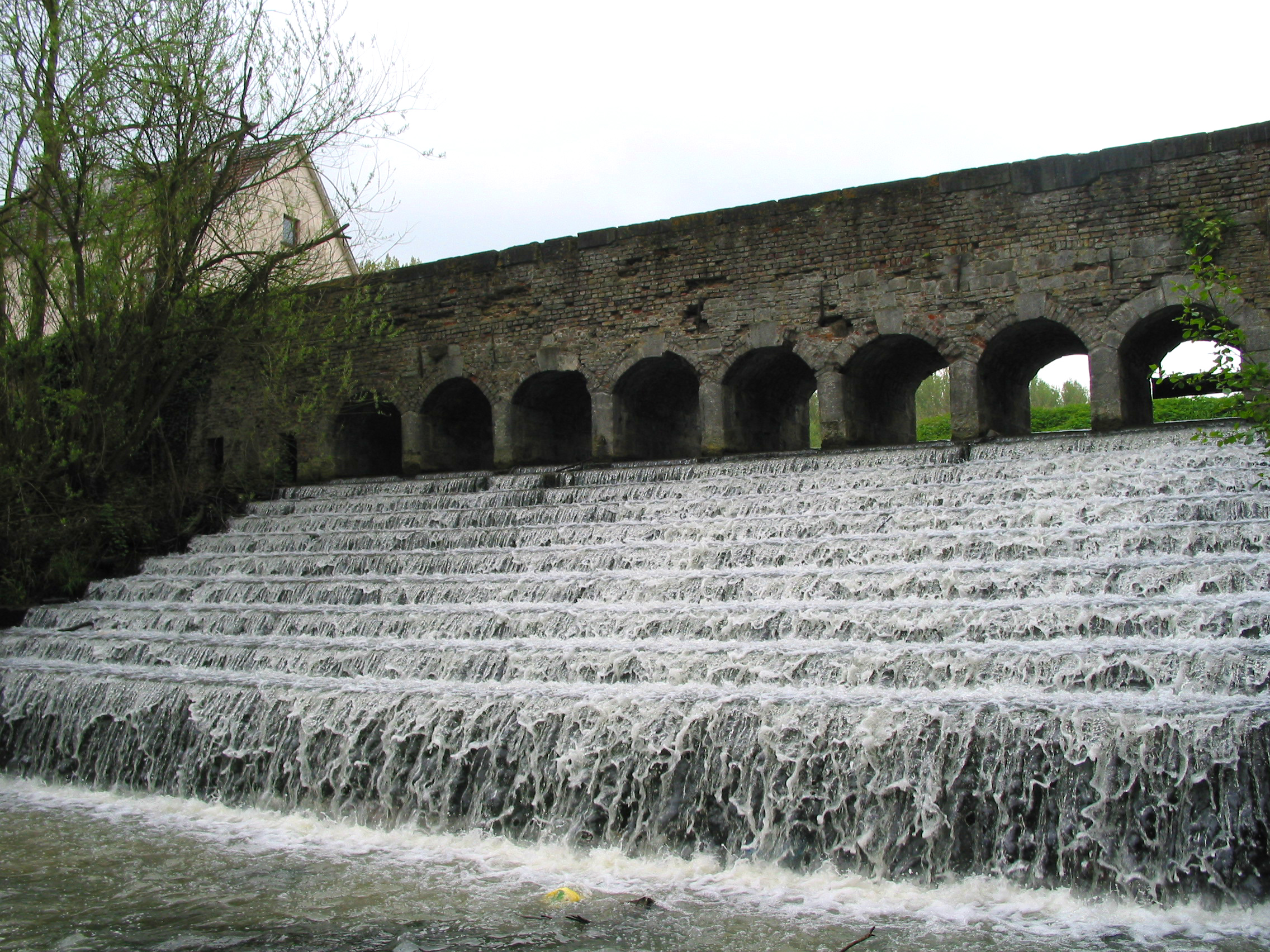
De oude stuwdam/brug (16e eeuw) te Hyon.

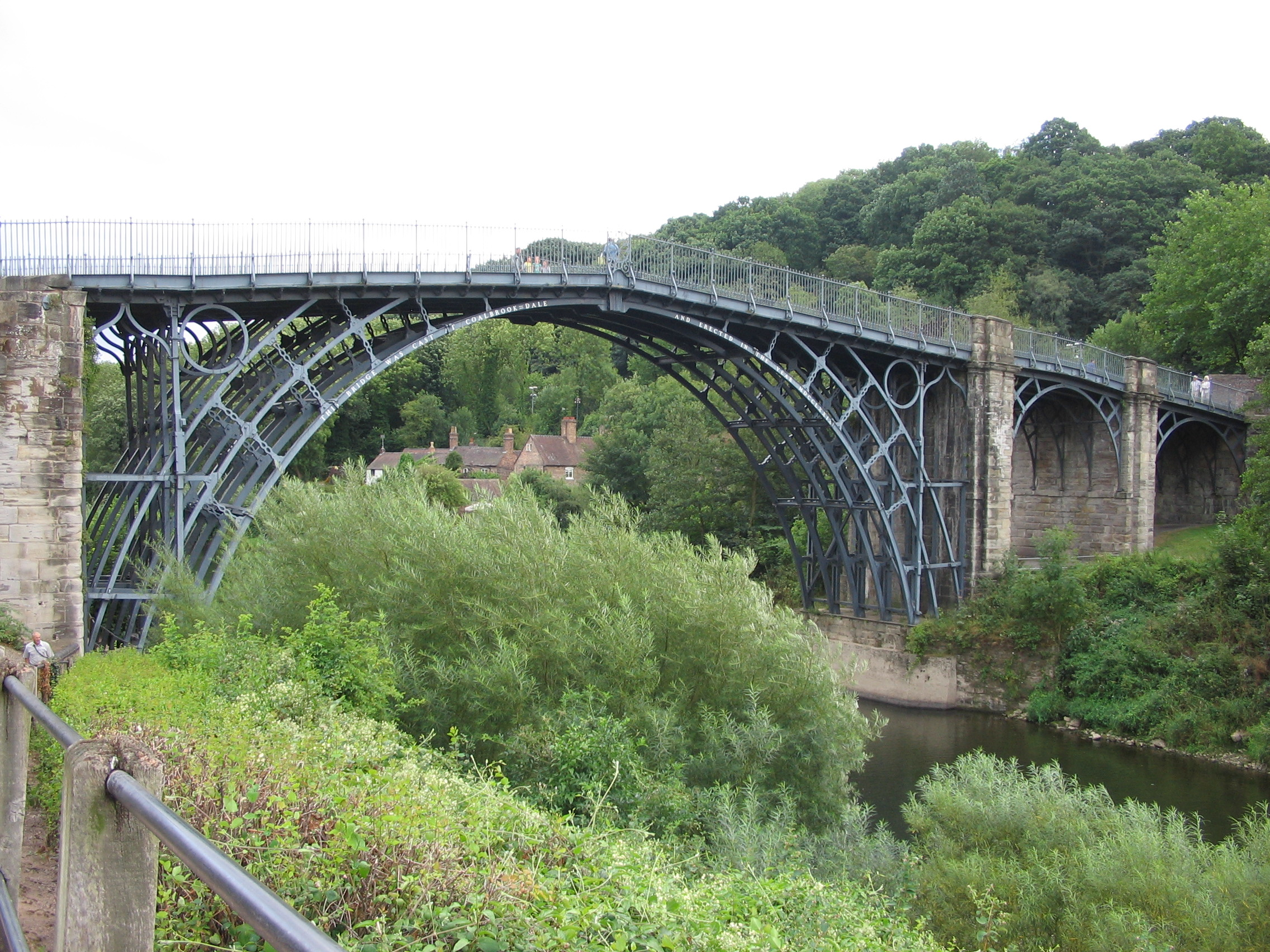
Iron Bridge, de eerste gietijzeren brug ter wereld over de Severn in Engeland.

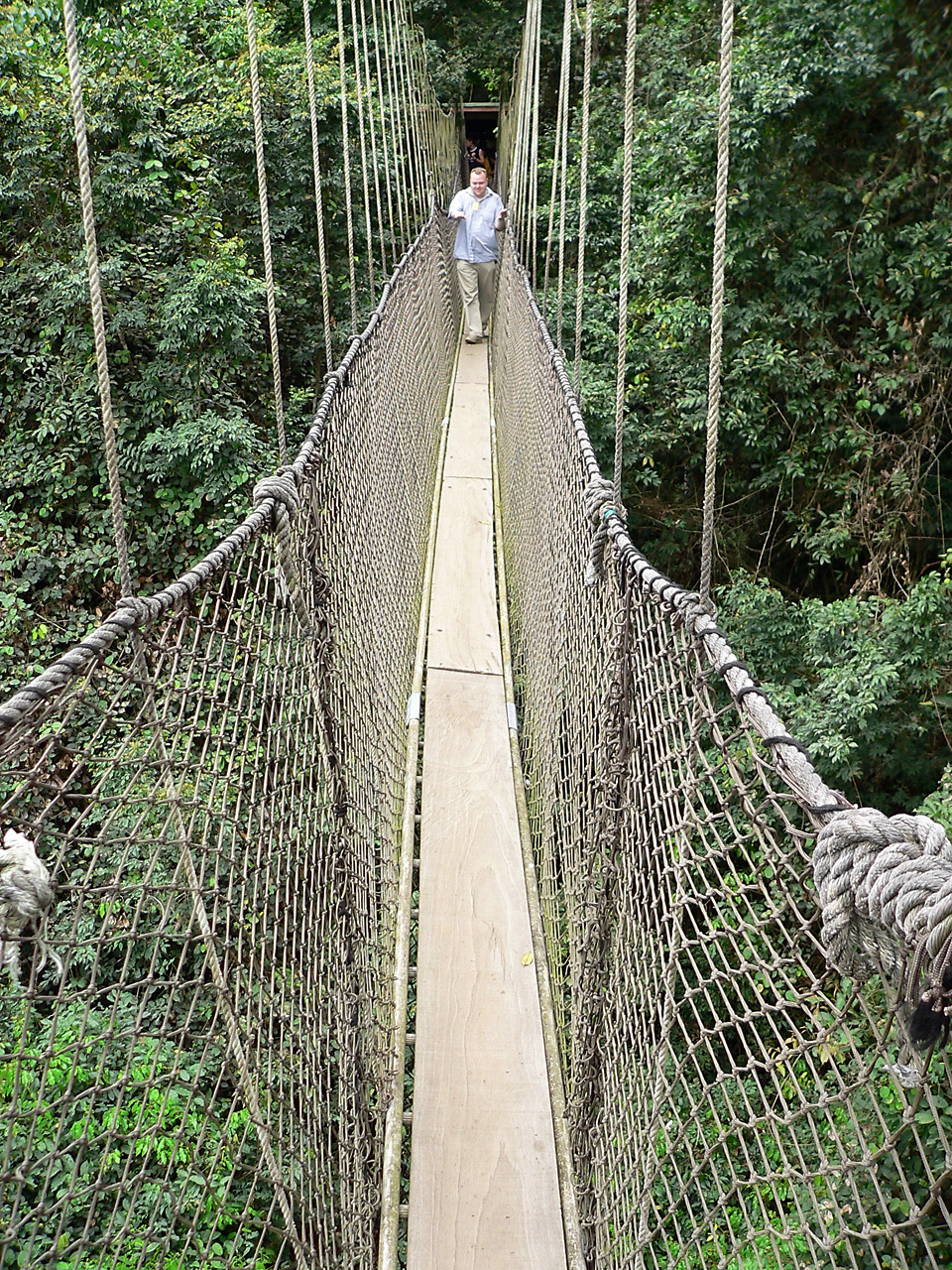
Een hangbrug voor voetgangers in Ghana.

Een brug is een bouwwerk of constructie als vaste of beweegbare verbinding voor het verkeer over een hindernis zonder de doorgang onder de verbinding te belemmeren. De hindernis kan onder meer bestaan uit een rivier, kanaal, zee, kloof, dal, weg of een spoorweg. Het verkeer is in veel gevallen het wegverkeer en treinverkeer, maar kan in algemene zin ook de passage van wild (ecoduct) of van een waterloop (aquaduct) zijn.
Een brug kan ontworpen zijn om een spoorweg, rijbaan, kanaal (kanaalbrug) of waterleiding (aquaduct) te dragen. Een lange brug wordt, als hij over een andere weg of spoorlijn loopt, ook wel een viaduct genoemd. Bruggen over een waterweg hebben soms een beweegbaar onderdeel; bij een kruising met een weg of spoorweg zal men de brug hoog genoeg maken of anders een gelijkvloerse kruising aanleggen.
Bruggen worden in de regel van gewapend beton, metselwerk, staal (eerder gietijzer) geconstrueerd. Voor korte en kleinere bruggen kunnen andere materialen zoals hout en bamboe gebruikt worden. Een brug bestaat in hoofdzaak uit twee onderdelen:
- de bovenbouw, waarover het verkeer en dergelijke gaat, en
- de onderbouw, met pijlers en funderingen, die de krachten van de brug op de ondergrond overbrengt.

## Geschiedenis
De eerste bruggen waren eenvoudige houten stammen of planken die een kleine beek overspanden. Daarna werden exemplaren van steen gemaakt, maar in eerste instantie alleen om het hout te ondersteunen. De boogbrug van natuursteen met cement werd voor het eerst door de Romeinen geconstrueerd. Veel van deze bruggen hebben de eeuwen doorstaan; de bekendste is wellicht het aquaduct Pont du Gard in Frankrijk. Van baksteen gemetselde bruggen verschenen na de Romeinse tijd.
Met de industriële revolutie verscheen in 1779 de eerste gietijzeren brug, de Iron Bridge (Verenigd Koninkrijk), maar pas na de uitvinding van staal werd het mogelijk echt grote overspanningen te maken. Sinds het begin van de 20e eeuw worden ook veel bruggen gemaakt van beton en sinds het einde van de 20e eeuw zelfs van vezelversterkte kunststof. De brugtechniek ontwikkelt zich steeds verder en de bruggen worden dan ook steeds langer.
In de twintigste eeuw zijn veel bruggen over grachten in binnensteden verdwenen. Ze werden gesloopt nadat de waterwegen werden gedempt om ruimte te maken voor de auto.

## Soorten bruggen
Bruggen kunnen in diverse types worden onderverdeeld, naar de manier waarop ze zijn geconstrueerd, naar hun gebruik en naar de manier waarop ze eventueel open kunnen:

### Beweegbare bruggen
Op veel plaatsen waar verkeer het water kruist, is het niet mogelijk een vaste brug zo hoog te maken dat al het waterverkeer onder de brug door kan. Verder kan het nodig zijn (vanouds bij kastelen en steden) dat men de toegangsweg afsluit voor indringers. Vandaar dat er beweegbare bruggen zijn ontwikkeld. Er zijn bruggen die horizontaal blijven, zoals schuifbruggen, hefbruggen en draaibruggen. En er zijn bruggen die niet horizontaal blijven, waarvan het wegdek om een as draait evenwijdig met het water en min of meer loodrecht op de verkeersrichting. Het zijn onder meer valbruggen, klapbruggen, ophaalbruggen en basculebruggen.
Omstreeks 2000 is de eerste (kantel)brug gebouwd die draait om de x-as (dwars op de vaarweg). 
Kiest men de z-as verticaal en dwars (haaks) daarop de x-as in de richting van de oeververbinding (bijvoorbeeld voor wegverkeer) en de y-as in de richting van de water- of vaarweg, dan zijn er de volgende typen bruggen:
|      | rotatie | translatie |
| ---- | --- | --- |
| x-as | kantelbrug | rolbrug, zweefbrug, opvouwbare brug, vlotbrug |
| y-as | valbrug, oorgatbrug, ophaalbrug, klapbrug, basculebrug (in bijzondere gevallen een staartbrug), opkrulbare brug, pontbrug, rolbasculebrug (met translatie langs de x-as) | (geen praktische toepassing, want bewegen van de oeververbinding in het verlengde van de vaarweg is nutteloos)                                                                   |
| z-as | draaibrug, vlotbrug, kraanbrug, vliegtuigslurf; die laatste ook met verlenging langs de x-as en in mindere mate rotatie rond de horizontale y-as (hoogteverstelbaarheid) | hefbrug, tafelbrug, afzinkbare brug. NB: een draaibrug heeft soms een opzetwerk of opzet-inrichting om door een kleine translatie de benodigde speling voor de rotatie te maken. |

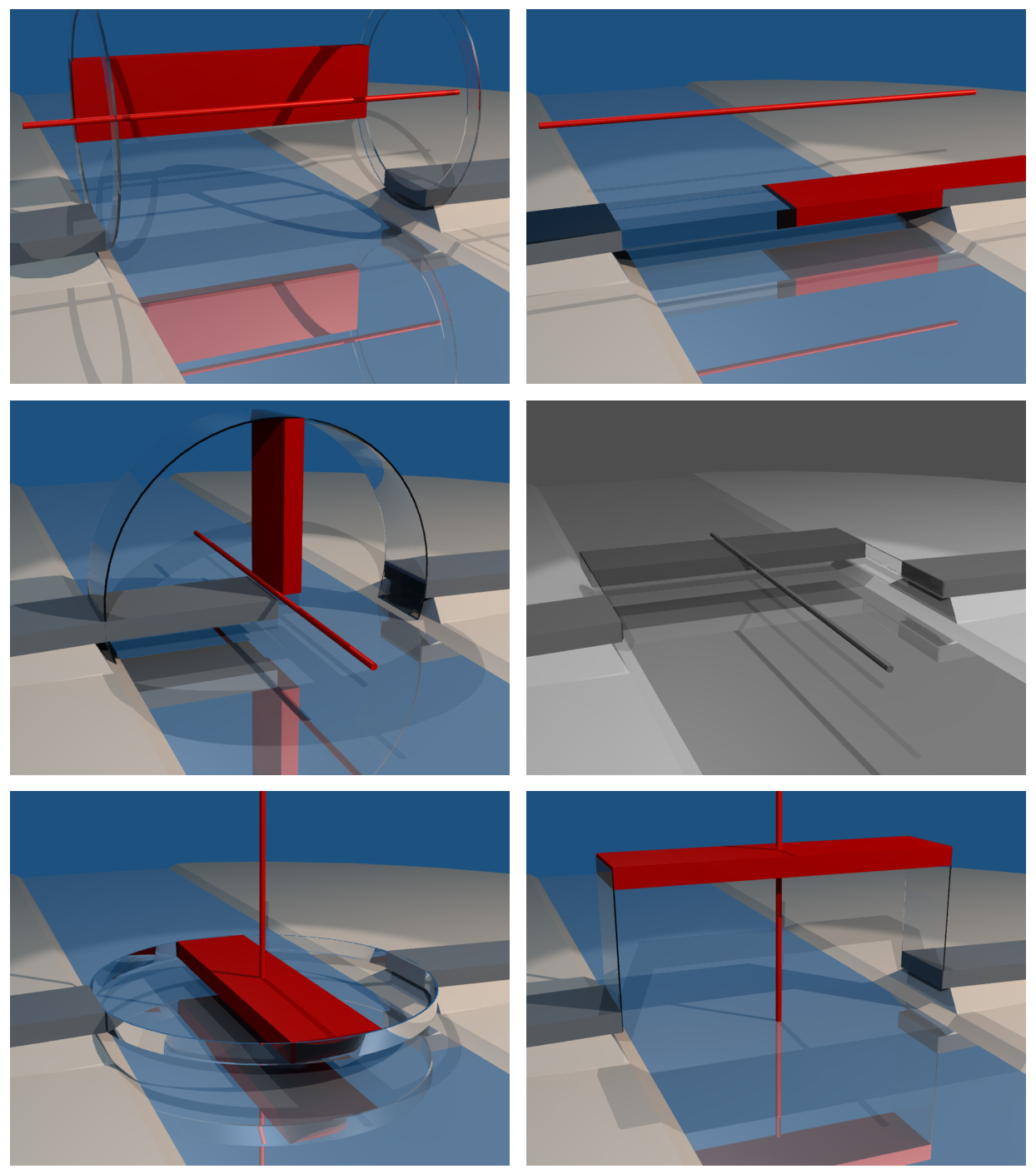
Bewegingen van brugdelen: rotatie/translatie over x-, y- of z-as

Een schipbrug bestaat uit een overbrugging (meestal) over een rivier waarbij de overspanningen rusten op bootjes. De hele brug kan zijwaarts worden verplaatst als er een schip moet passeren. De meeste van deze schipbruggen zijn in de loop van de 20e eeuw vervangen door hoge vaste bruggen.
Behalve deze bruggen, die om of langs een van de assen bewegen, zijn er tijdelijke bruggen, die bijvoorbeeld gebouwd worden door de genie van het leger als er geen mogelijkheid bestaat een rivier over te steken. In dat geval wordt vaak een pontonbrug of een baileybrug gebouwd.
Beweegbare bruggen zullen in het algemeen in de ruststand(en) geborgd zijn tegen niet-voorziene bewegingen door een vergrendeling. In de open stand mag de brug de vrije doorvaart niet belemmeren als gevolg van bijvoorbeeld winddruk of wegvallen van de aandrijfkracht. In de gesloten stand mag de brug niet ten opzichte van de oevers bewegen onder invloed van het passerende verkeer, waartoe een vergrendeling dient of opzet-inrichting die voor vaste oplegpunten zorgt.

### Andere namen

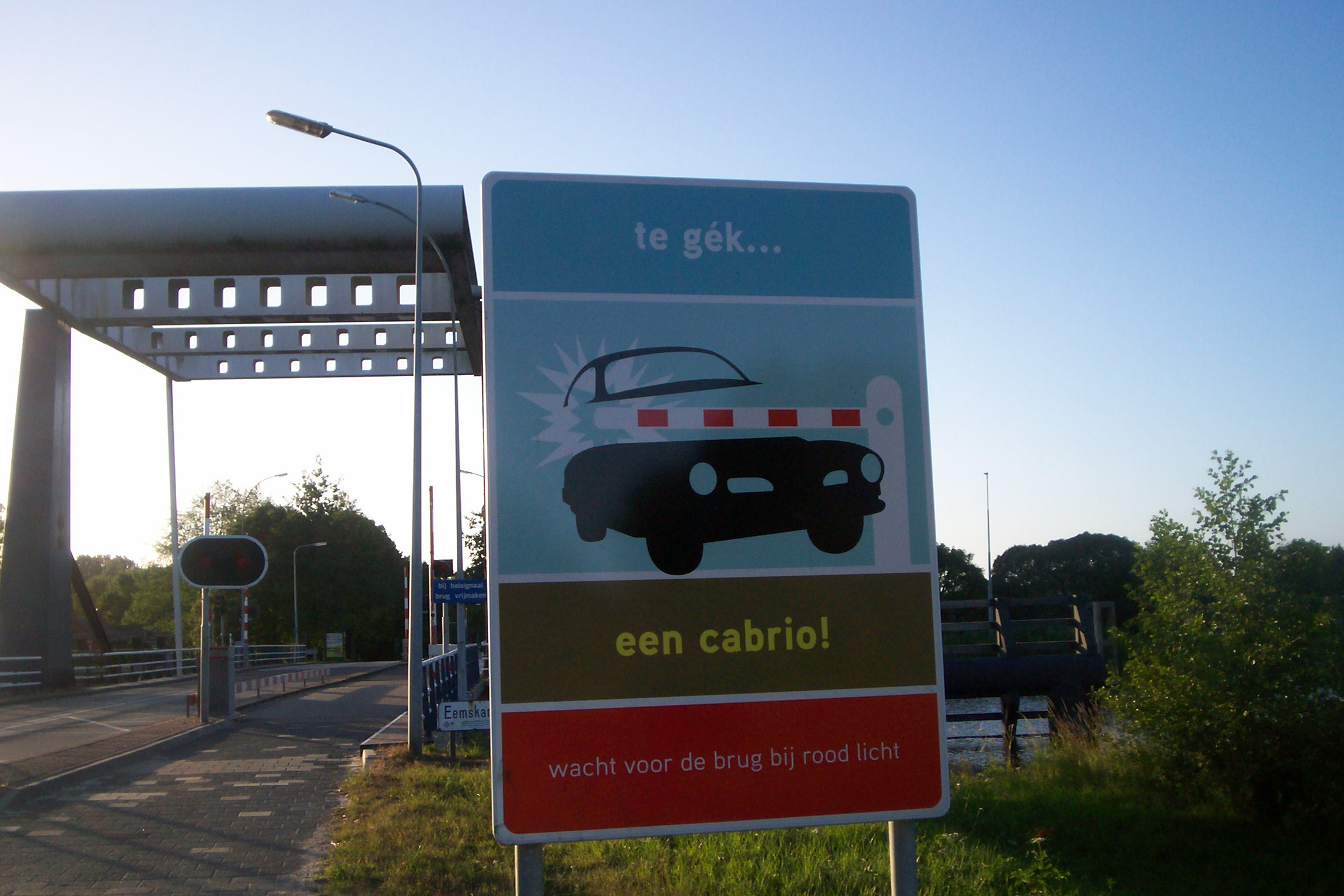
Ter verduidelijking als je niet stopt voor de brug (opgenomen in Groningen)

Bruggen worden ook wel aangeduid met namen als: balk (balkje), bat, draai, heul, hoogholtje of kwakel, klap, pijp, til (tille), vonder of vlonder.

### Bruggen naar constructie
balkbrug - boogbrug - cantileverbrug - hangbrug - integraalbrug - kraagbrug - kwakel - liggerbrug - plaatbrug - pontonbrug - schipbrug - touwbrug - tuibrug - vakwerkbrug - vierendeelbrug - vlotbrug

### Bruggen naar functie
spoorbrug - verkeersbrug - voetgangersbrug - fietsbrug - wildviaduct - bewoonde brug
Een luchtbrug is geen brug in de strikte zin, maar een verbinding door de lucht, bijvoorbeeld om hulpgoederen te sturen naar een gebied.

## Materiaalkeuze

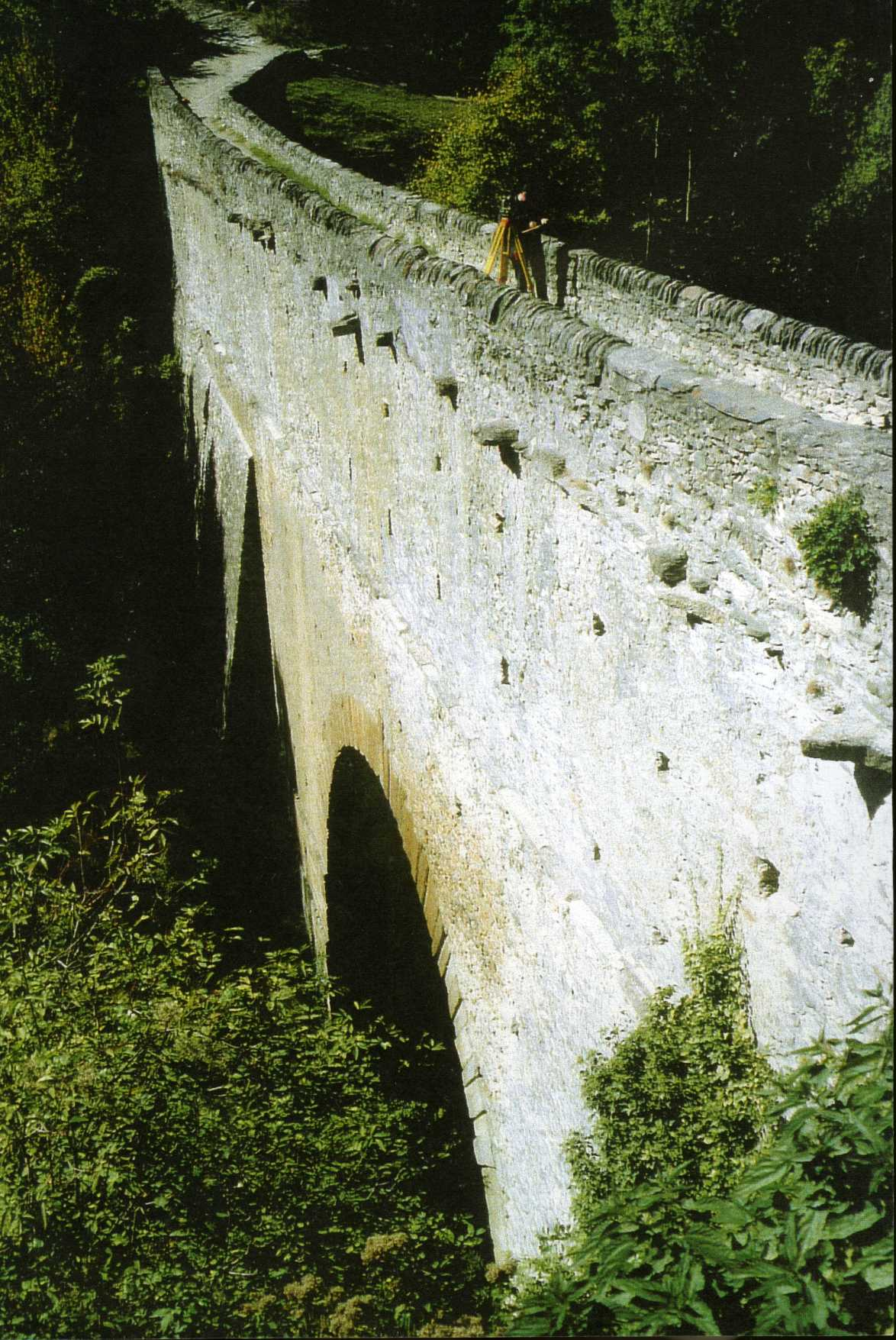
Romeinse brug in de Italiaanse Alpen

### Hout
Eenvoudige bruggen, maar ook de oude ophaalbruggen, zijn veelal van hout gemaakt. Een hoogholtje is bijvoorbeeld een hoge, oorspronkelijk houten voetbrug, waar schepen onderdoor konden varen.

### Steen
De ontwikkeling van bruggen houdt gelijke pas met de beschikbaarheid van de constructiematerialen. De Romeinse aquaducten zijn opgebouwd uit steen en keramiek. Deze materialen kunnen goed druk opnemen en daarom wordt veel gebruikgemaakt van boogvormen in de brug.

### Gietijzer
Rond 1840 gebruikte men gietijzer. Dit materiaal is zeer bros, heeft een lage treksterkte, maar een hoge druksterkte. Gietijzeren producten worden geproduceerd in mallen. Het element dat men wenst te construeren, moet eerst in hout gemaakt worden. Deze houten kopie van het element drukt men in een mal gevormd met zand. Indien  het gietijzer in de zandvorm wordt gegoten, wordt de gewenste vorm verkregen. Er kunnen dus een grote verscheidenheid aan vormen worden geproduceerd. Uitwendig heeft gietijzer een korrelige structuur, omdat het in zand gevormd werd. Daardoor is gietijzer uitwendig goed te onderscheiden van smeedijzer en staal.

### Smeedijzer en staal
Vanaf 1860 werden constructie-elementen van smeedijzer gebruikt. Het voordeel van smeedijzer is de hogere treksterkte, maar het heeft een lagere druksterkte dan gietijzer. Smeedijzer werd eerst gebruikt ter vervanging van de gietijzeren balken, daar waar deze op buiging belast werden (zowel druk als trek). Voor de kolommen werd langere tijd gebruikgemaakt van gietijzer, omdat kolommen idealiter alleen op druk belast worden. Vanaf 1880 breekt staal als constructiemateriaal door. Staal heeft een grote druksterkte en treksterkte. Het is ook zeer ductiel. Vandaar dat staal veel voor bruggen wordt gebruikt.

### Gewapend beton
Vanaf het laatste decennium van de 19e eeuw worden bruggen uit gewapend beton gebouwd. Een pionier op dit vlak was François Hennebique, die vooral in België en Frankrijk actief was. In de jaren zeventig van de 20e eeuw is beton een populair bouwmateriaal voor bruggen over rivieren en kanalen geworden. De meeste bruggen worden gemaakt uit gewapend of voorgespannen beton.

### Vezelversterkte kunststof
Bruggen kunnen sinds omstreeks 2000 ook geheel of gedeeltelijk worden gemaakt van vezelversterkte kunststof, ook wel aangeduid met 'composiet'. Dit materiaal kent een zeer hoge sterkte, voor zowel druk als trek. Bruggen kunnen daardoor relatief licht en slank worden uitgevoerd. Er worden grofweg twee technieken gebruikt voor het vervaardigen van vezelversterkte kunststof in de bruggenbouw: vacuüminjectie en pultrusie. Pultrusie wordt het meest geleverd in planken, toegepast als dek op stalen liggers. Producten voorkomend uit vacuüminjectie (hetgeen in een mal gebeurt) zijn in de bruggenbouw meestal gebaseerd op het sandwichprincipe en kunnen, afhankelijk van de opbouw, hoogwaardiger eigenschappen halen dan pultrusieplanken. De in 2012 gebouwde stalen Uyllanderbrug te Diemen heeft een brugdek van kunststof.

## Bekende bruggen

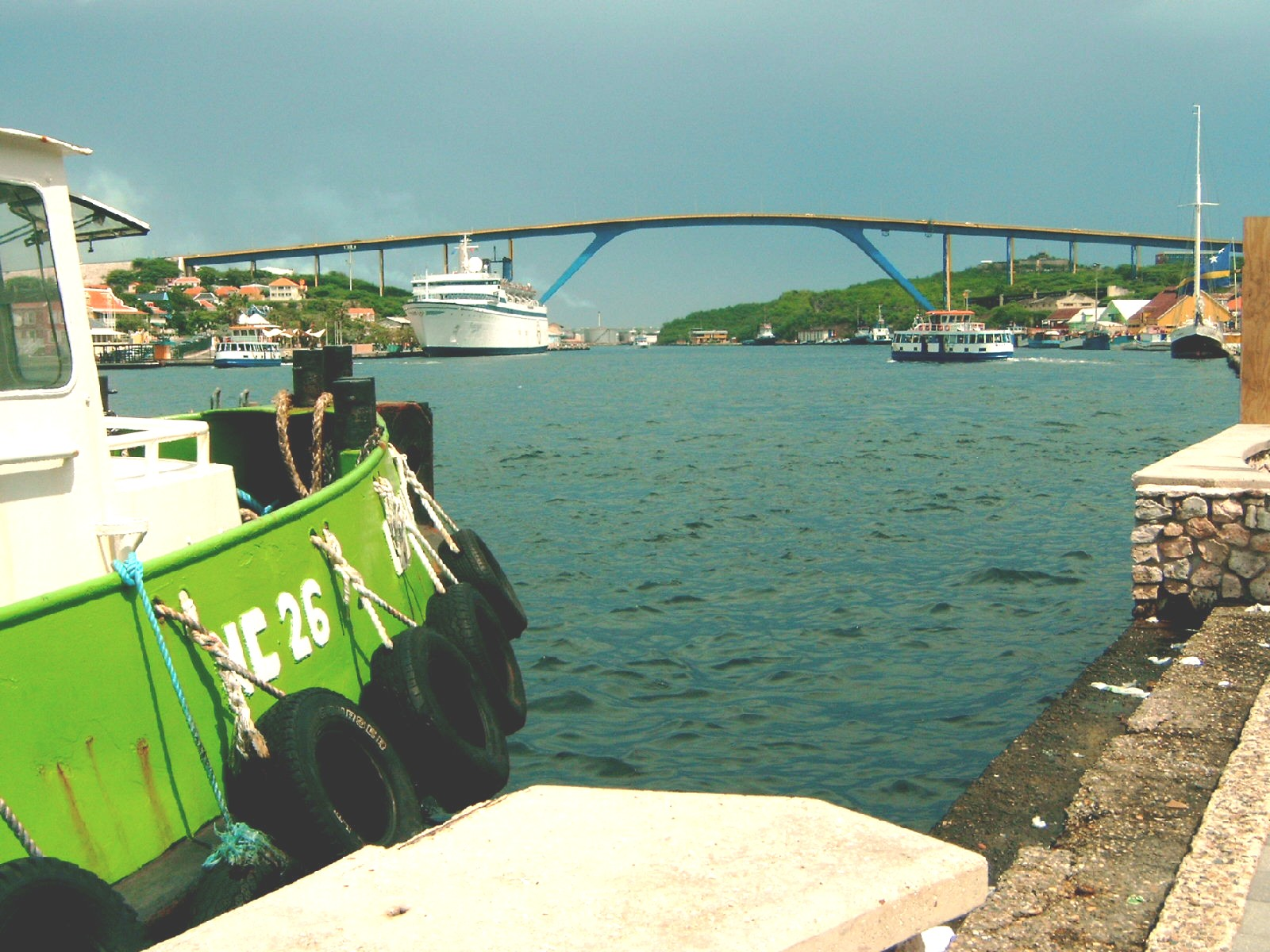
De Julianabrug op Curaçao
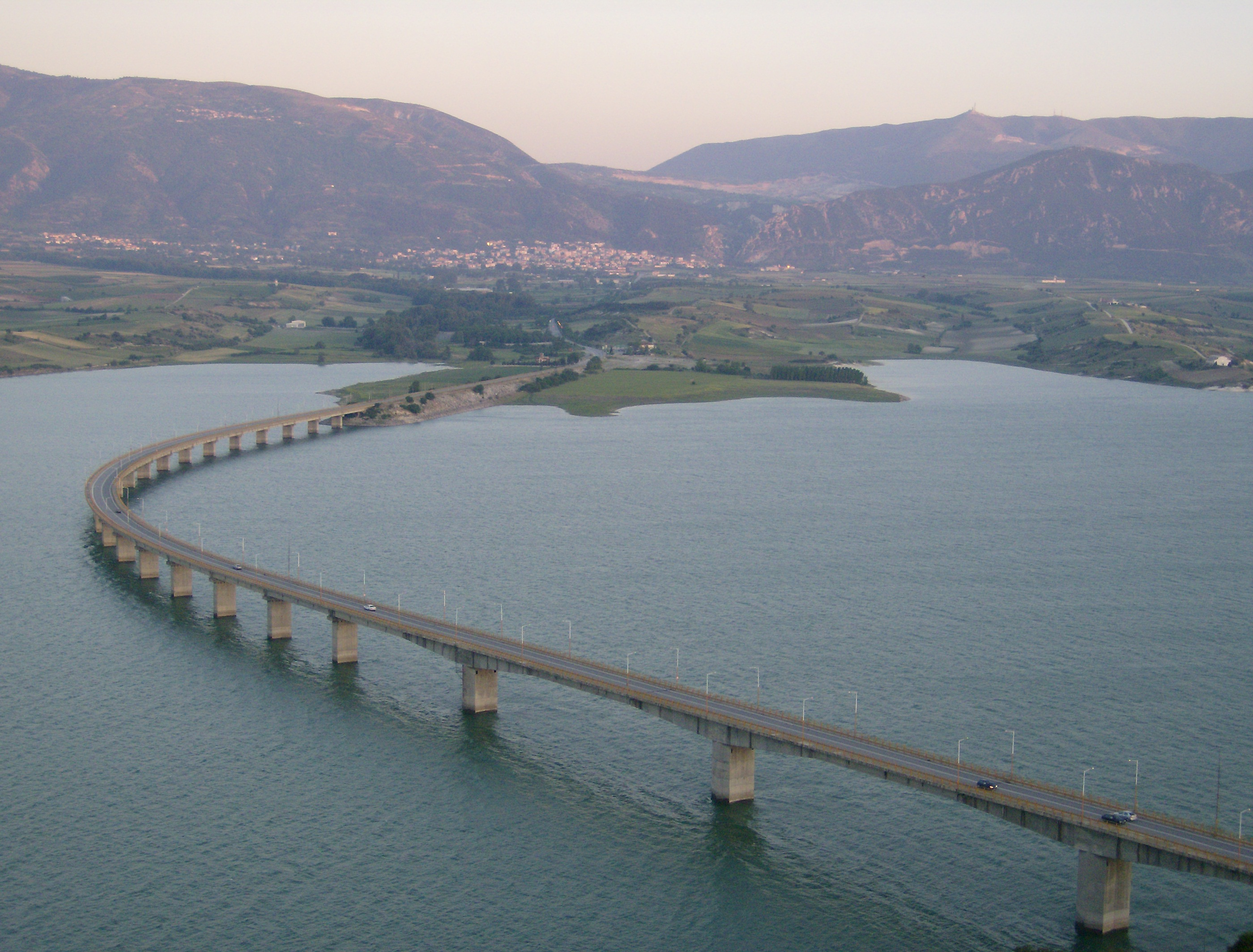
De Polyfytosbrug in Griekenland
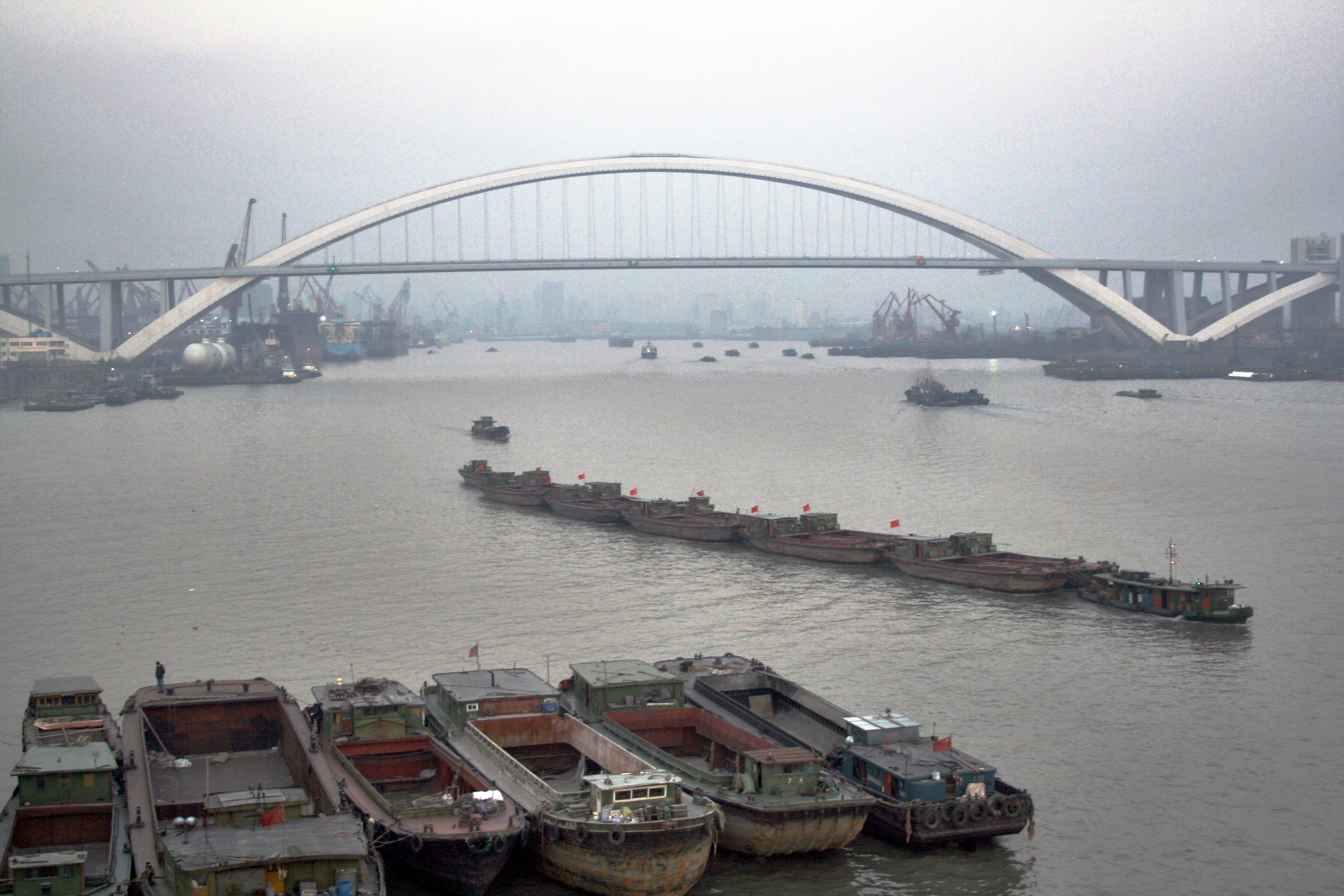
Brug in Shanghai
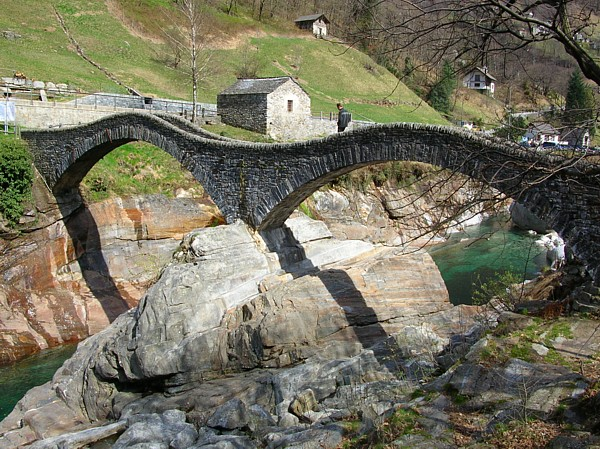
Brug in Ticino, Zwitserland
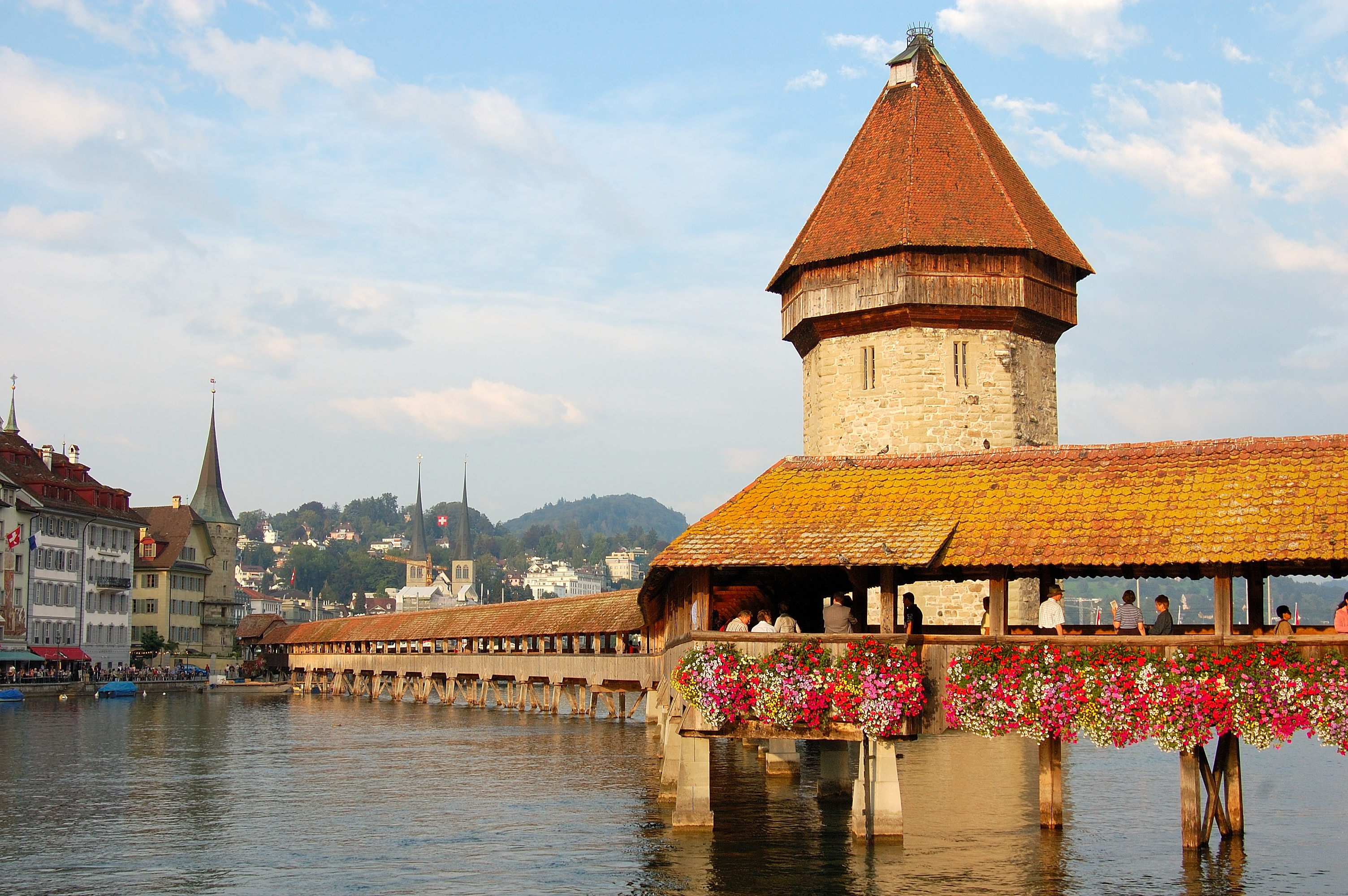
Kapellbrücke in Luzern, Zwitserland
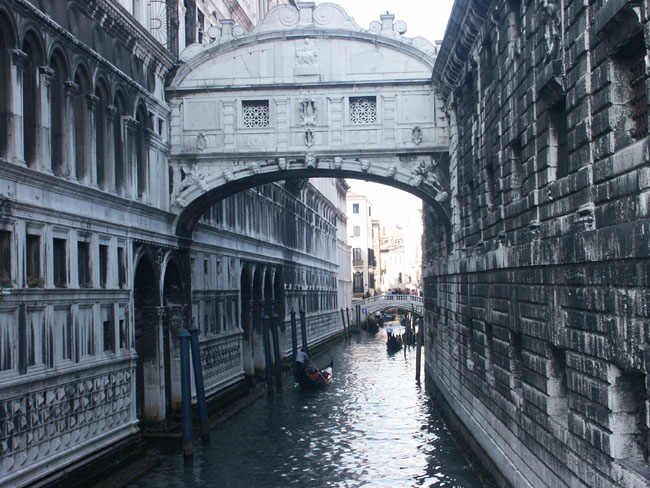
Brug der Zuchten in Venetië
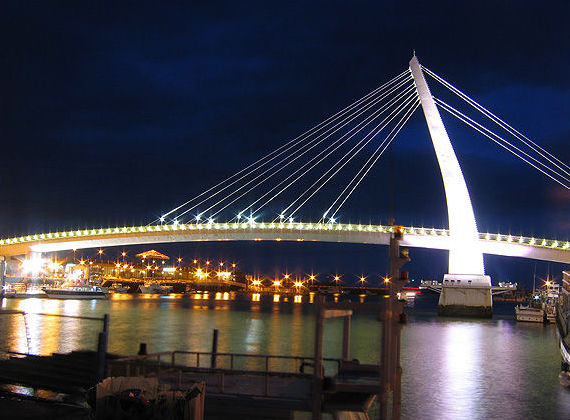
Lover Bridge of Tamsui in Taiwan
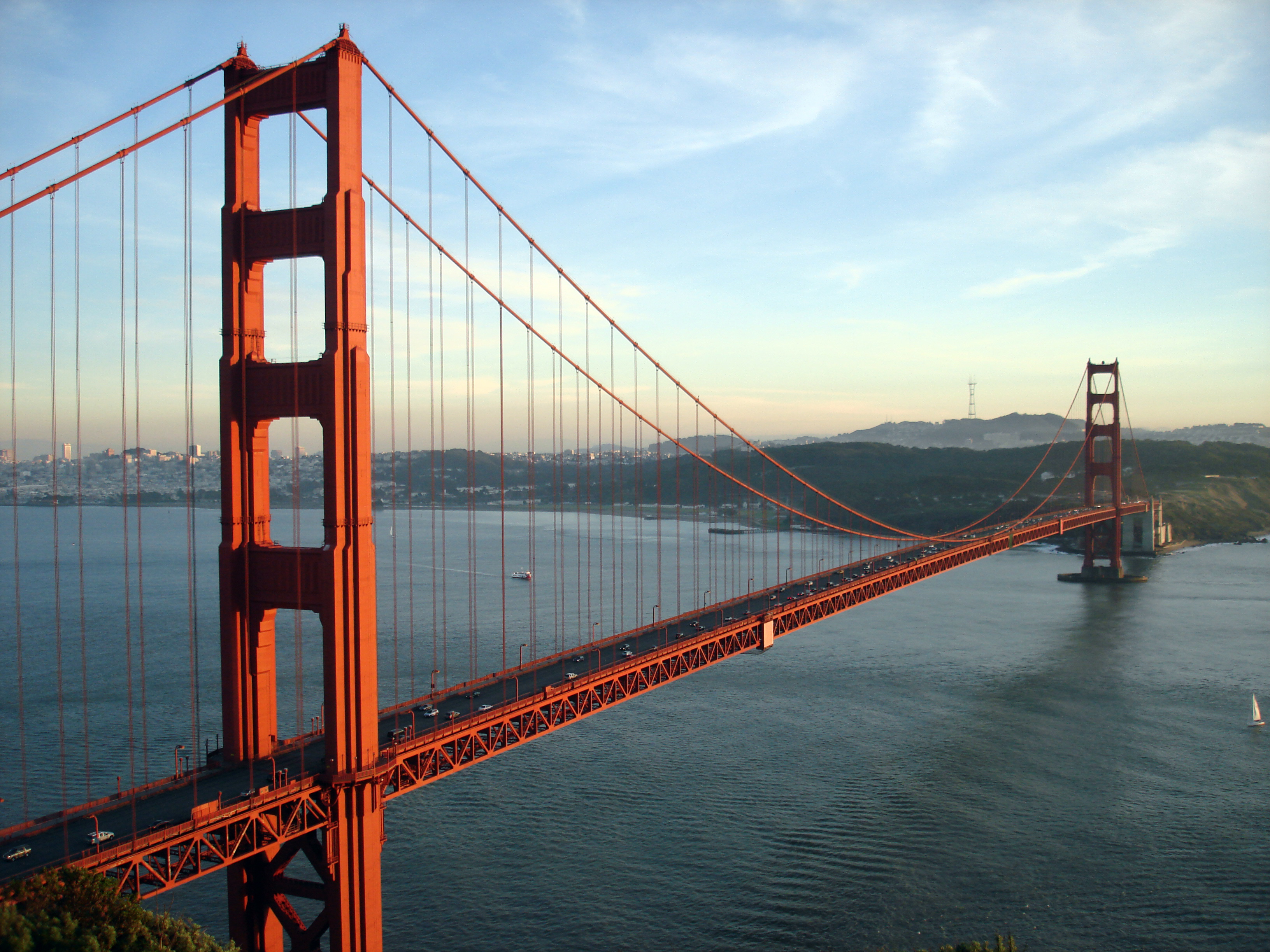
Golden Gate Bridge bij San Francisco
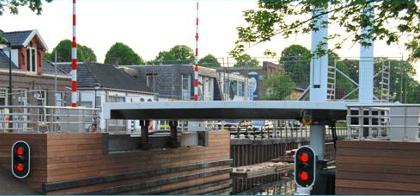
Hoofdbrug Oosterwolde, hefbrug van vezelversterkte kunststof
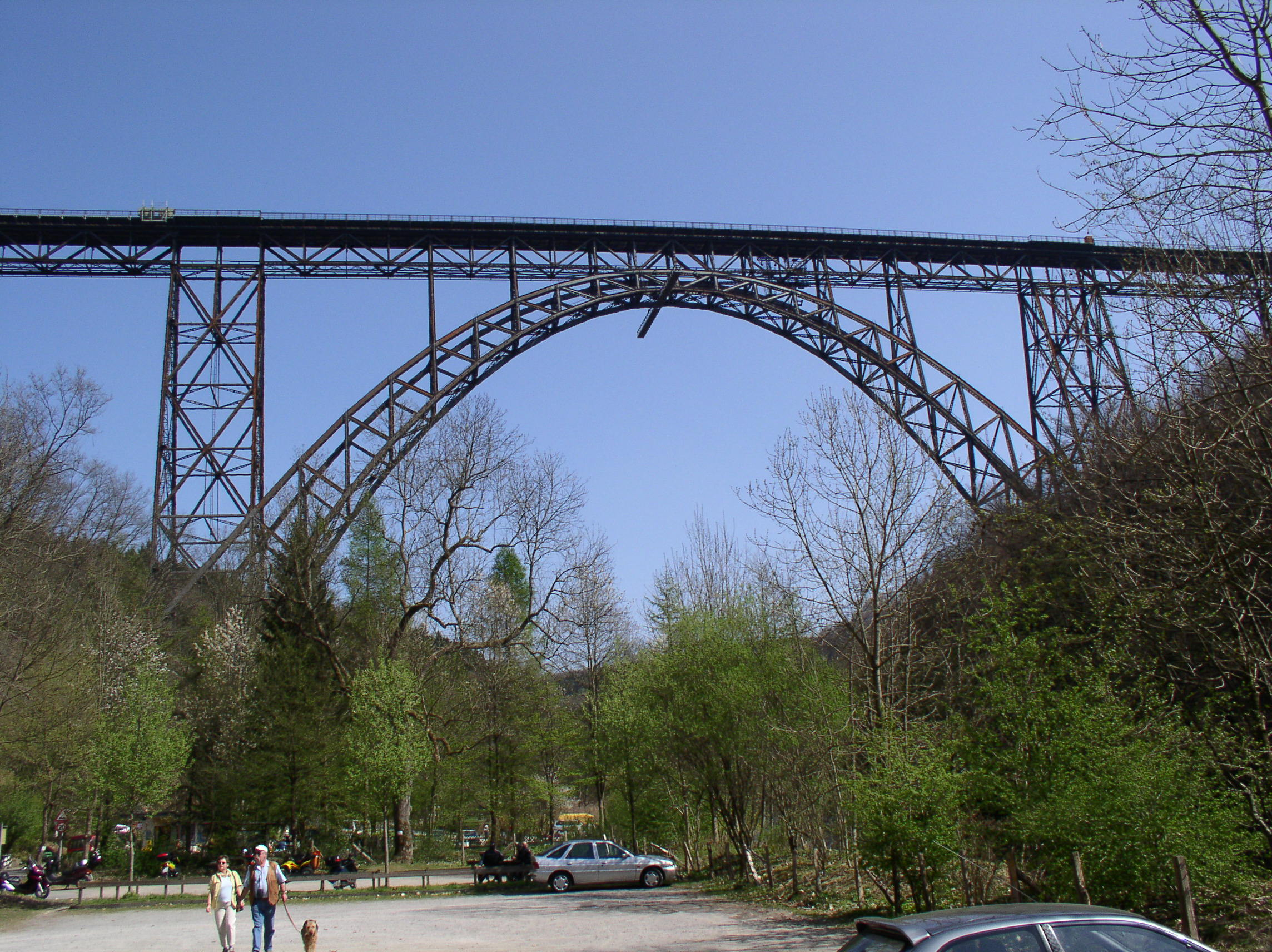
Müngstener Brücke, Duitslands hoogste spoorbrug, van gietijzer
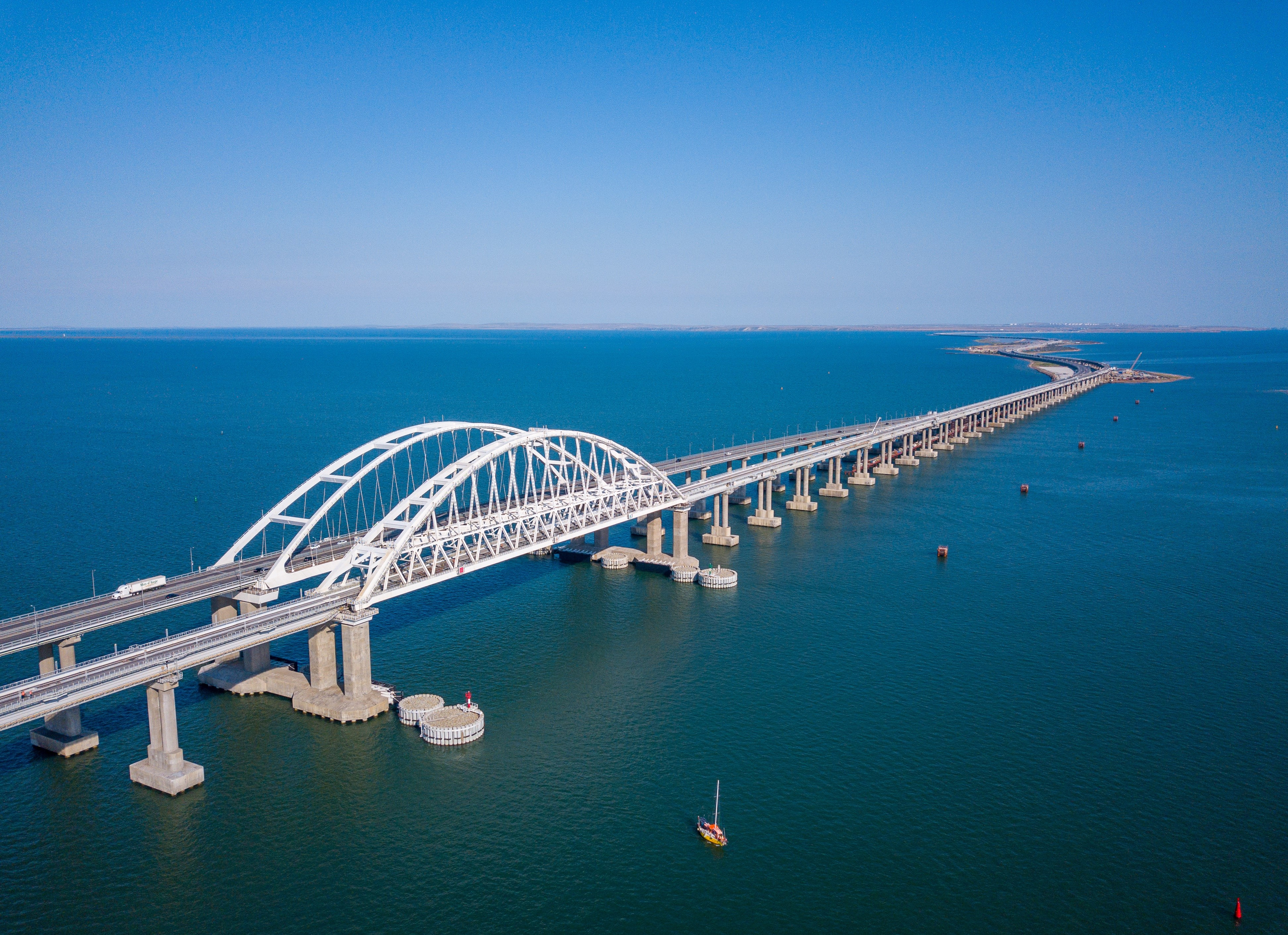
Krimbrug over de Straat van Kertsj

### Langste overspanning ter wereld
Een brug kan in principe eindeloos lang worden gemaakt. Er zijn wel grenzen aan de lengte van een enkele overspanning, het gedeelte tussen twee pijlers. De langste overspanningen komen voor bij hangbruggen.
Dit was in 2013 de top tien van de langste brugoverspanningen ter wereld:
| Nr. | Brug                       | Land                | Type brug | Overspanning | Voltooid |
| --- | -------------------------- | ------------------- | --------- | ------------ | -------- |
| 1   | Akashi-Kaikyo-brug         | Japan               | Hangbrug  | 1.991 m      | 1998     |
| 2   | Xihoumenbrug               | China               | Hangbrug  | 1.650 m      | 2009     |
| 3   | Grote Beltbrug             | Denemarken          | Hangbrug  | 1.624 m      | 1998     |
| 4   | Yi Sun-sin Brug            | Zuid-Korea          | Hangbrug  | 1.545 m      | 2012     |
| 5   | Runyangbrug                | China               | Hangbrug  | 1.490 m      | 2005     |
| 6   | Vierde Nanjing Yangtzebrug | China               | Hangbrug  | 1.418 m      | 2012     |
| 7   | Humberbrug                 | Verenigd Koninkrijk | Hangbrug  | 1.410 m      | 1981     |
| 8   | Jiangyinbrug               | China               | Hangbrug  | 1.385 m      | 1999     |
| 9   | Tsing Ma Brug              | China               | Hangbrug  | 1.377 m      | 1997     |
| 10  | Hardangerbrua              | Noorwegen           | Hangbrug  | 1.310 m      | 2013     |

### Bekende bruggen in België
- Doornik - Pont des Trous, middeleeuwse versterkte brug.
- Gent - Sint-Michielsbrug Bekend door het zicht op de drie belangrijkste torens van Gent: de Sint-Niklaaskerk, het Belfort van Gent en de Sint-Baafskathedraal. Een andere bekende brug is Rabot.
- Grimbergen - Verbrande Brug
- Jambes - Pont de Jambes
- Lommel - Joe's Bridge Heeft een belangrijke rol gespeeld in de Tweede Wereldoorlog.
- Luik - Pont des Arches en Pont de l'Observatoire. De laatste is ontworpen door Santiago Calatrava.
- Mechelen - Hoogbrug Oudste stenen brug van Mechelen.
- Neder-Over-Heembeek - Budabrug
- Temse - Scheldebrug De langste brug over water van België.
- Vilvoorde - Viaduct van Vilvoorde
- Waasmunster / Hamme - Mirabrug, bekend van de film Mira, een verfilming van het boek De teloorgang van de Waterhoek van Stijn Streuvels.

### Bekende bruggen in Nederland
- Amsterdam - Magere Brug; zie ook: Bruggen van Amsterdam.
- Arnhem - John Frostbrug, heeft belangrijke rol gespeeld tijdens de slag om Arnhem in de Tweede Wereldoorlog.
- Flevoland - Ketelbrug in de A6.
- Gorinchem - Merwedebrug in de A27.
- Leiden - Koornbrug, ook Koornbeursbrug, in het stadscentrum, een vaste stenen boogbrug met dubbele overkapping over het water van de Nieuwe Rijn.
- Maastricht - Sint Servaasbrug over de Maas, oudste brug van Nederland.
- Muiderberg - Hollandse Brug in de A6.
- Nijmegen - Waalbrug
- Rotterdam - Erasmusbrug, Willemsbrug, De Hef en Van Brienenoordbrug (alle over de rivier de Nieuwe Maas).
- Vianen - Lekbrug bij Vianen (1936), Jan Blankenbrug en Hagesteinsebrug.
- Zaltbommel - Martinus Nijhoffbrug over de Waal.
- Zeeland - Zeelandbrug over de Oosterschelde, langste brug van Nederland.
- Zuidhorn - Hoge Brug, brug met de langste geprefabriceerde voorgespannen betonnen brugliggers ter wereld, liggers van 68 m lang.
- Zuid-Holland / Noord-Brabant - Moerdijkbruggen over het Hollands Diep, langste spoorbruggen van Nederland en een verkeersbrug.

### Bekende bruggen in andere landen

#### Australië
- Sydney Harbour Bridge, Sydney

#### China
- Xihoumenbrug, de brug met de op een na grootste overspanning ter wereld.
- Runyangbrug, een van de langste bruggen ter wereld, met een van de grootste overspanningen ter wereld.
- Dugebrug, hoogste brug ter wereld, hangbrug 565 m boven de onderliggende vallei.
- Siduhebrug, voormalige hoogste brug ter wereld, 472 m boven vallei.
- Balinghebrug, een van de hoogste bruggen ter wereld.
- Chaotianmenbrug, langste boogbrug ter wereld.
- Lupubrug, op een na langste boogbrug ter wereld.
- Qingdao Haiwan-brug, met 42,5 km de langste overzeese brug ter wereld.
- Sutongbrug, langste tuibrug ter wereld.
- Stonecuttersbrug, op een na langste tuibrug ter wereld.
- Edongbrug, op twee na langste tuibrug ter wereld.
- Danyang–Kunshan grote brug, de langste brug ter wereld en is 164,8 kilometer lang.

#### Curaçao
- Koningin Emmabrug, de enige drijvende houten draaibrug ter wereld in het hartje van Willemstad.
- Koningin Julianabrug in Willemstad, die op 55 meter hoogte de Sint Annabaai overspant, en de stadsdelen Punda en Otrabanda verbindt.

#### Denemarken
- Grote Beltbrug, tussen Halskov op Seeland en Knudshoved op Funen.
- Masnedsundbrug, tussen de eilanden Seeland en Masnedø.
- Sontbrug, brug over de Sont van Kopenhagen naar Malmö in Zweden.
- Storstrømbrug, brug over de Storstrøm van Deense eilanden Seeland en Falster. Inmiddels is de hoofdverkeersfunctie van de brug vervangen door de nieuwe Farø-bruggen.

#### Duitsland
- Oberbaumbrücke, Berlijn
- Schloßbrücke, Berlijn
- Müngstener Brücke, Solingen
- Römerbrücke, Trier

#### Frankrijk
- Pont de pierre (Bordeaux)
- Viaduc de Millau
- Pont Neuf, Parijs
- Pont du Gard, Remoulins
- Viaduc de Garabit, Saint-Flour (Cantal)
- Pont de Tancarville
- Pont de Normandie
- Transportbrug van Rochefort-Martrou
- Pont Saint-Bénézet, Avignon
- Kanaalbrug van Briare, Briare
- Saint-Nazairebrug, bij Saint-Nazaire

#### Hongarije
- Kettingbrug, Boedapest

#### Italië
- Brug der Zuchten, Venetië
- Rialtobrug, Venetië
- Ponte della Costituzione, Venetië
- Ponte Morandi, Genua
- Ponte Vecchio, Florence

#### Luxemburg
- Adolfsbrug, Luxemburg
- Groothertogin Charlottebrug, Luxemburg

#### Portugal
- Luis I-brug, Porto
- Maria Pia-brug, Porto
- Ponte 25 de Abril, Lissabon
- Vasco da Gamabrug, Lissabon
- Ponte Eiffel, Viana do Castelo

#### Spanje
- Brug van Alcántara, Alcántara
- Pabellón Puente, Zaragoza
- Puente Viejo, Ronda
- Vizcayabrug, nabij Bilbao, oudste zweefbrug ter wereld
- Zubizuri, Bilbao, voetgangersbrug

#### Tsjechië
- Karelsbrug, Praag

#### Turkije
- Bosporusbrug
- Fatih Sultan Mehmetbrug
- Galatabrug

#### Verenigd Koninkrijk
- Forth Bridge, Schotland
- Clifton Suspension Bridge, Bristol
- Iron Bridge, Engeland
- Tower Bridge, Londen
- Severn Bridge tussen Engeland en Wales

#### Verenigde Staten
- Golden Gate Bridge, San Francisco
- Tacoma Narrows Bridge, in Washington. Deze brug stortte in door trillingsverschijnselen (resonantie) van de ophanging waardoor het wegdek ging golven (flutter) en ten slotte in stukken brak.
- Brooklyn Bridge, New York
- Manhattan Bridge, New York
- Verrazzano-Narrows Bridge, New York. Langste hangbrug van de Verenigde Staten.

#### Zwitserland
- Kapelbrug, Luzern, een volledig overdekte houten brug

## Constructiedelen
- Aanbrug
- Brugdek
- Brugpijler
- Dilatatievoegen
- Landhoofd, de overgang van een grondlichaam naar de brug
- Val, het beweegbare brugdek